# Ztracená dekáda
"Ztracená dekáda", španělsky "La Década Perdida" je označení pro období finančních krizí a hospodářské stagnace v Latinské Americe během 80. let 20. století (v některých případech i následujícího desetiletí). Někdy je termín používán výhradně ve vztahu k Mexiku.
Po ropném rozmachu, který předcházel vládě prezidenta José Lópeze Portilla (1976-1982), se mexická vláda začala výrazně spoléhat na export ropy, který zajišťoval finanční potřeby země. Tyto exporty směřovaly zejména do Spojených států, a to především kvůli ropné krizi z roku 1973, po které se cena ropy, a tím i příjmy z jejího exportu, prudce zvýšily.
Když se nakonec trh usadil a vysoké ceny za barel poklesly, finanční stabilita Mexika byla ohrožena. Diverzifikací příjmů bylo možné problému předejít, avšak z důvodu neschopnosti ostatních výrobních sektorů vypořádat se s klesajícími zisky, musela země znehodnotit svou měnu do té doby nevídanými mírami inflace. Mexické peso devalvovalo o 500%. Vzhledem k těmto okolnostem, López Portillo znárodnil všechny finanční instituce. V posledním veřejném projevu k národu v roce 1982 prohlásil: "Defenderé el peso como un perro" ("Budu bránit peso jako pes"). 
V dalším období se prezident Miguel de la Madrid snažil do země přilákat zpět zahraniční investice a vyjednat nové obchodní dohody. Zároveň vrcholil proces přijetí Mexika do GATT (nyní WTO) v lednu 1986 a nově ohlášený "Pakt ekonomické stability" v roce 1987, který nakonec dostal inflaci, do té doby průměrně 100%, pod kontrolu.